# Kōji Shimizu
Kōji Shimizu (jap. 清水 康次, Shimizu Kōji; * 17. Oktober 1969 in Hiroshima, Präfektur Hiroshima) ist ein ehemaliger japanischer Marathonläufer.
1997 siegte er beim Tokyo International Men’s Marathon in 2:10:09 und kam bei den Leichtathletik-Weltmeisterschaften in Athen auf den 58. Platz. Im Jahr darauf blieb er als Dritter beim Biwa-See-Marathon mit 2:09:57 erstmals unter 2:10 Stunden. 1999 qualifizierte er sich mit einem dritten Platz in Tokio in 2:09:00 für die WM in Sevilla, bei der er Siebter wurde.
2000 wurde er Achter in Tokio und 2001 Zweiter beim Fukuoka-Marathon. Bei den Asienspielen 2002 in Busan gewann er die Silbermedaille. 2003 qualifizierte er sich als Vierter beim Biwa-See-Marathon mit seiner persönlichen Bestzeit von 2:08:28 für die WM in Paris/Saint-Denis, bei der er den 21. Platz belegte.
Kōji Shimizu ist 1,76 m groß und wiegt 53 kg. Er ist ein Absolvent der Daitō-Bunka-Universität. Derzeit ist er sportlicher Leiter beim Leichtathletikteam von NTT West.